# Henk Ebbinge
Henk Ebbinge (Groningen, 6 maart 1949 – aldaar, 3 januari 2015) was een Nederlands voetballer die als centrale middenvelder speelde.
Ebbinge begon bij VV Oosterparkers en speelde daar ook in het eerste team. In 1972 werd hij op zijn 24ste prof bij sc Heerenveen. In maart 1974 liet hij zijn contract ontbinden nadat meerdere spelers in conflict kwamen met trainer Lászlo Zalai. Ebbinge ging naar SC Veendam waar hij aanvoerder werd. Daar werd hij in januari 1976 uit de selectie gezet nadat hij een kritisch interview gegeven had. Een overgang naar FC VVV ketste af, maar FC Groningen contracteerde hem vervolgens. Voor aanvang van het seizoen 1977/78 zat hij niet meer bij de selectie van het eerste team en speelde in een lager team. In 1978 keerde hij terug bij de Oosterparkers waar hij begin 1979 stopte met voetballen. Ebbinge kwam ook uit voor het Noordelijk elftal. Hij dreef een café in Groningen en had later een restaurant op Mallorca. Ook zijn zoon Arjan Ebbinge werd profvoetballer.